# Aspergillus nidulans
Aspergillus nidulans è una muffa appartenente al genere Aspergillus.

## Genoma
Il genoma di Aspergillus nidulans è stato sequenziato grazie a una collaborazione tra la Monsanto e il Broad Institute. È costituito da 30 milioni di paia di basi e si stima contenga circa 9.500 geni codificanti proteine, distribuiti su otto cromosomi.